# Couche de demi-atténuation
Pour les articles homonymes, voir CDA.
 (août 2025).
Améliorez-le ou discutez des points à vérifier. 

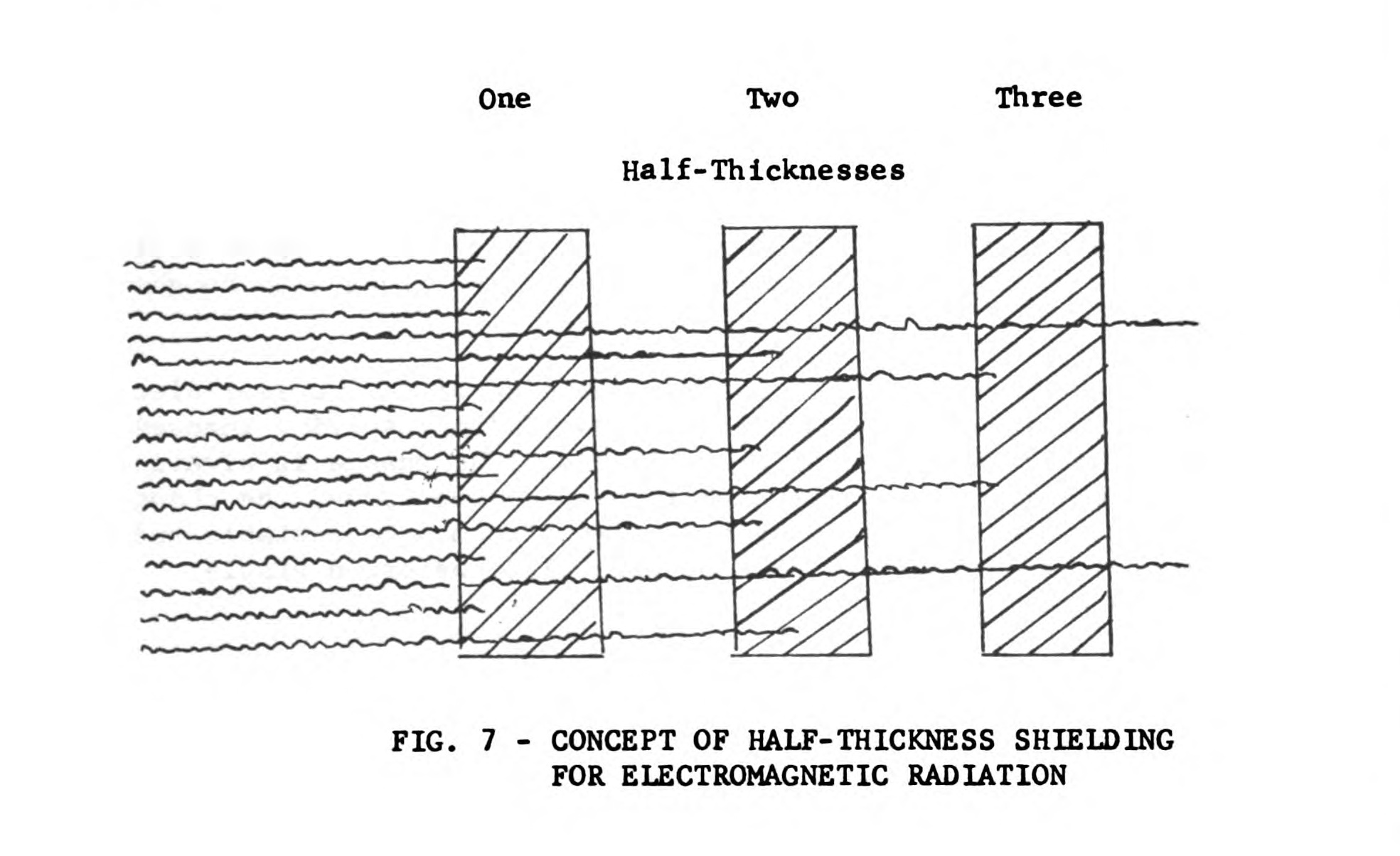
Couche de demi-atténuation, extraite du manuel USDA radiological training pour l'entrainement interne aux services (1960).

La couche de demi-atténuation (CDA) est une notion utilisée en radioprotection. Pour le cas d'une radiation traversant une substance ou un matériau donné, il s'agit de l'épaisseur nécessaire pour réduire de moitié la dose de radiation. La norme française NF C74-100 la définit comme l'« épaisseur d'une substance qui, par sa présence, provoque une atténuation physique de 50 % dans des conditions de bonne géométrie. »
La CDA d'un matériau dépend de sa nature, de la nature du rayonnement ionisant (photon, particule bêta, neutron, etc.) et de son énergie, en particulier pour les rayonnements électromagnétiques (rayons X et rayons gamma). Vu que le spectre d'énergie de la radiation résiduel dépend de l'épaisseur traversée, la couche de demi-atténuation ne peut en toute rigueur être définie que pour des rayonnements monochromatiques.
L'épaisseur de la couche de demi-atténuation est {\displaystyle CDA={\tfrac {\ln 2}{\mu }}} où {\displaystyle \mu } est le coefficient linéique d'atténuation du matériau que l'on retrouve dans la Loi de Beer-Lambert.

## Tableaux contradictoires
| 0,2 | 50  | 41  | 30 | 20 | 6,5  | 1,5  |
| 0,5 | 70  | 64  | 41 | 30 | 11   | 4,5  |
| 1   | 100 | 87  | 59 | 40 | 16   | 9    |
| 1,5 | 120 | 99  | 65 | 50 | 17,5 | 11,5 |
| 2   | 140 | 103 | 70 | 60 | 20   | 14   |
| 3   | 175 | 122 | 84 | 72 | 23   | 15   |
| 4   | 200 | 130 | 95 | 86 | 25   | 15   |

| Énergie incidente | Air    | Eau     | Graphite | Acrylique (molécule ambiguë) | Cristal au plomb | Béton   | Aluminium | Fer     | Plomb   |
| (en MeV)          | (en m) | (en mm) | (en mm)  | (en mm)                      | (en mm)          | (en mm) | (en mm)   | (en mm) | (en mm) |
| ----------------- | ------ | ------- | -------- | ---------------------------- | ---------------- | ------- | --------- | ------- | ------- |
| 0,1               | 35     | 41      | 20,3     |                              |                  |         | 15,2      | 2,4     | 0,107   |
| 0,2               | 44     | 51      | 25       |                              |                  |         | 21,1      | 6       | 0,62    |
| 0,3               | 50     | 58      | 28,8     |                              |                  |         | 24,8      | 8       | 1,56    |
| 0,4               | 56     | 65      | 32,4     |                              |                  |         | 27,8      | 9,4     | 2,65    |
| 0,5               | 62     | 72      | 35,4     | 70                           | 13               | 33      | 30,5      | 10,5    | 3,85    |
| 0,6               | 67     | 77      | 38,3     |                              |                  |         | 33        | 11,5    | 4,92    |
| 0,8               | 76     | 88      | 44       |                              |                  |         | 37,7      | 13,2    | 6,9     |
| 1                 | 84     | 108     | 48       | 90                           | 24               | 50      | 42        | 14,7    | 8,7     |
| 1,5               | 101    | 121     | 59       |                              |                  |         | 51        | 18,1    | 11,7    |
| 2                 | 121    | 141     | 69       |                              |                  |         | 60        | 20,8    | 13,4    |
| 3                 | 145    | 175     | 87       |                              |                  |         | 73        | 24,4    | 14,6    |
| 4                 | 174    | 204     | 101      |                              |                  |         | 83        | 26,7    | 14,7    |
| 5                 | 196    | 230     | 115      | 200                          | 45               | 100     | 91        | 28,1    | 14,4    |
| 6                 | 213    | 251     | 125      |                              |                  |         | 97        | 28,9    | 14,1    |
| 8                 | 242    | 286     | 144      |                              |                  |         | 106       | 29,7    | 13,4    |
| 10                | 265    | 315     | 158      |                              |                  |         | 112       | 29,7    | 12,6    |

Des valeurs différentes (et contradictoires entre elles) sont présentées ici. Par exemple, voici quelques valeurs approximatives d'épaisseurs de demi-atténuation pour quelques matériaux face à une source de rayons γ provenant d'192Ir :
- Béton : 44,5 mm
- Acier : 12,7 mm
- Plomb : 4,8 mm
- Tungstène : 3,3 mm
- Uranium : 2,8 mm

Par exemple, pour un rayon γ de 200 keV, on a les valeurs suivantes :
- 1,5 mm selon Fred Klinger (le tableau ci-dessus) ;
- 0,52 mm selon l'Iowa State University ;
- 0,62 mm selon la version allemande de l'article.